# Eleccions Municipals a Riudoms
D'ençà de l'establiment del règim constitucional de 1978, a Riudoms s'hi fan eleccions municipals cada quatre anys, sent les primeres el 1979.

## 1979
| Candidatura | Candidatura                                       | Cap de llista              | Vots  | Regidors | % vots |
| ----------- | ------------------------------------------------- | -------------------------- | ----- | -------- | ------ |
|             | Convergència i Unió                               | Marc Torres Ferran         | 858   | 5        | 39,36% |
|             | Agrupació Electoral Progressista                  | Rossend Bonet Bertran      | 643   | 3        | 29,50% |
|             | Centristes de Catalunya-Unió de Centre Democràtic | Wenceslao Torrell Llauradó | 618   | 3        | 28,35% |
|             | Organización Revolucionaria de los Trabajadores   |                            | 52    | -        | 2,39%  |
|             | En blanc                                          |                            | 9     | -        | 0,40%  |
|             | Nuls                                              |                            | 53    | -        | 2,37%  |
| Total       | Total                                             | 2.233                      | 2.233 | 11       | 67,42% |

Regidors elegits
CiU: Marc Torres Ferran, Joan Crusells Salvat, Valerià García-Abadillo Sánchez, Miquel Ventura Cornellà i M. Francesca Roiget Cabré.
AEP: Rossend Bonet Bertran, Salvador Gras Gispert i Pere Jaime Tarazaga.
CC-UCD: Wenceslao Torrell Llauradó, Joan Papió Sentís i Josep M. Ferraté Virgili.
Batlle elegit: Marc Torres Ferran.

## 1983
| Candidatura | Candidatura                                                 | Cap de llista            | Vots  | Regidors | % vots |
| ----------- | ----------------------------------------------------------- | ------------------------ | ----- | -------- | ------ |
|             | Partit dels Socialistes de Catalunya-PSOE                   | Ventura Gili Serret      | 884   | 4 (4)    | 36,88% |
|             | Convergència i Unió                                         | Humbert Mallafrè Cros    | 780   | 4 (1)    | 32,54% |
|             | Alianza Popular - Partido Demócrata Popular - Unión Liberal | Joan M. Clavaguera Roigé | 705   | 3 (3)    | 29,41% |
|             | En blanc                                                    |                          | 28    | -        | 1,15%  |
|             | Nuls                                                        |                          | 29    | -        | 1,2%   |
| Total       | Total                                                       | 2.426                    | 2.426 | 11       | 67,96% |

Regidors elegits
PSC: Ventura Gili Serret, Josep M. Escoda Gil, Francesc Fernandez Valera i Antoni Munté Pàmies.
CiU: Humbert Mallafrè Cros, Lluís Sarobé Llopis, Rossend Bonet Bertran i M. del Carme Nogués Vilàs.
AP-PDP-UL: Joan M. Clavaguera Roigé, Saturnino García Molías i Pere Gispert Alsina.
Batlle elegit: Humbert Mallafrè Cros.

## 1987
| Candidatura | Candidatura                               | Cap de llista                    | Vots  | Regidors | % vots |
| ----------- | ----------------------------------------- | -------------------------------- | ----- | -------- | ------ |
|             | Consens Operatiu per Riudoms              | Josep M. Vallès Jové             | 652   | 3 (3)    | 25,09% |
|             | Convergència i Unió                       | Humbert Mallafrè Cros            | 628   | 3 (1)    | 24,16% |
|             | Partit dels Socialistes de Catalunya-PSOE | Ventura Gili Serret              | 597   | 2 (2)    | 22,97% |
|             | Federación de Partidos de Alianza Popular | Josep M. Ferraté Virgili         | 437   | 2 (1)    | 16,81% |
|             | Unió de Progrés Municipal                 | Lluís Aragonès Delgado de Torres | 270   | 1 (1)    | 10,39% |
|             | En blanc                                  |                                  | 15    | -        | 0,57%  |
|             | Nuls                                      |                                  | 12    | -        | 0,46%  |
| Total       | Total                                     | 2.611                            | 2.611 | 11       | 72,63% |

Regidors elegits
COR: Josep M. Vallès Jové, Marc Torres Ferran i Joan Mestre Domingo.
CiU: Humbert Mallafrè Cros, Carles Martí Martí i Josep M. Vidal Gispert.
PSC: Ventura Gili Serret i Francesc X. Bonet Ortiz.
AP: Josep M. Ferraté Virgili i Antoni Massó Figueras.
UPM: Lluís Aragonès Delgado de Torres.
Batlle elegit: Humbert Mallafrè Cros.

## 1991
| Candidatura | Candidatura                               | Cap de llista                    | Vots  | Regidors | % vots |
| ----------- | ----------------------------------------- | -------------------------------- | ----- | -------- | ------ |
|             | Convergència i Unió                       | Josep M. Vallès Jové             | 1.025 | 5 (1)    | 41,70% |
|             | Partit Popular                            | Rodolf Folch Caparó              | 517   | 2 (=)    | 21,03% |
|             | Partit dels Socialistes de Catalunya-PSOE | Josep M. Escoda Gil              | 504   | 2 (=)    | 20,50% |
|             | Esquerra Republicana de Catalunya         | Lluís Aragonès Delgado de Torres | 369   | 2 (1)    | 15,01% |
|             | En blanc                                  |                                  | 43    | -        | 1,73%  |
|             | Nuls                                      |                                  | 24    | -        | 0,97%  |
| Total       | Total                                     | 2.482                            | 2.482 | 11       | 67,52% |

Regidors elegits
CiU: Josep M. Vallès Jové, Marc Torres Ferran, Trinitat Castro Salomó, Ramon Margalef Batista i Ginés Parra Sánchez.
PP: Rodolf Folch Caparó i Jaume Ferré Anguera.
PSC: Josep M. Escoda Gil i Valeriano Romero Alarcón.
ERC: Lluís Aragonès Delgado de Torres i Francesc X. Ortiz Hortoneda.
Batlle elegit: Josep M. Vallès Jové.

## 1995
| Candidatura | Candidatura                               | Cap de llista                    | Vots    | Regidors | % vots |
| ----------- | ----------------------------------------- | -------------------------------- | ------- | -------- | ------ |
|             | Convergència i Unió                       | Josep M. Vallès Jové             | 1.348   | 6 (1)    | 49,93% |
|             | Partit dels Socialistes de Catalunya-PSOE | Josep M. Escoda Gil              | 471     | 2 (=)    | 17,44% |
|             | Esquerra Republicana de Catalunya         | Lluís Aragonès Delgado de Torres | 457     | 2 (=)    | 16,93% |
|             | Partit Popular                            | Miquel A. Ventura Salas          | 409     | 1 (1)    | 15,15% |
|             | En blanc                                  |                                  | 8.263   | -        | 0,91%  |
|             | Nuls                                      |                                  | 2.015   | -        | 0,22%  |
| Total       | Total                                     | 906.038                          | 906.038 | 11       | 66,22% |

Regidors elegits
CiU: Josep M. Vallès Jové, Marc Torres Ferran, Antoni Forcadell Guinart, Alfred Lacueva Poveda, Natàlia Ferrant Vilaltella i Ramon Margalef Batista.
PSC: Josep M. Escoda Gil i Valeriano Romero Alarcón.
ERC: Lluís Aragonès Delgado de Torres i Lluís Pallarès Calvet.
PP: Miquel A. Ventura Salas.
Batlle elegit: Josep M. Vallès Jové.

## 1999
| Candidatura | Candidatura                                       | Cap de llista                    | Vots  | Regidors | % vots |
| ----------- | ------------------------------------------------- | -------------------------------- | ----- | -------- | ------ |
|             | Convergència i Unió                               | Josep M. Vallès Jové             | 1.427 | 8 (2)    | 50,98% |
|             | Partit dels Socialistes de Catalunya-PSOE-PMC     | Miquel Herrero lglesia           | 523   | 2 (=)    | 18,69% |
|             | Esquerra Republicana de Catalunya-Acord Municipal | Lluís Aragonès Delgado de Torres | 517   | 2 (=)    | 18,47% |
|             | Partit Popular                                    | Marc Junivart Molons             | 293   | 1 (=)    | 10,47% |
|             | En blanc                                          |                                  | 39    | -        | 1,38%  |
|             | Nuls                                              |                                  | 36    | -        | 1,27%  |
| Total       | Total                                             | 2.835                            | 2.835 | 13       | 68,96% |

Regidors elegits
CiU: Josep M. Vallès Jové, Marc Torres Ferran, Ramon Margalef Batista, Antoni Forcadell Guinart, Alfred Lacueva Poveda, Natàlia Ferrant Vilaltella, M. Concepció Torres Sabaté i Artur Fargas Salvadó.
PSC: Miquel Herrero Iglesia i Carme Ramera Martínez.
ERC: Lluís Aragonès Delgada de Torres i Eduard Guerrera Salvadó.
PP: Marc Junivart Molons.
Batlle elegit: Josep M. Vallès Jové.

## 2003
| Candidatura | Candidatura                                       | Cap de llista                    | Vots  | Regidors | % vots |
| ----------- | ------------------------------------------------- | -------------------------------- | ----- | -------- | ------ |
|             | Convergència i Unió                               | Josep M. Vallès Jové             | 1.240 | 6 (2)    | 41,46% |
|             | Esquerra Republicana de Catalunya-Acord Municipal | Lluís Aragonès Delgado de Torres | 808   | 3 (1)    | 27,01% |
|             | Partit dels Socialistes de Catalunya-PSOE-PMC     | Luci Martínez Medina             | 681   | 3 (1)    | 22,77% |
|             | Partit Popular                                    | Marc Junivart Molons             | 222   | 1 (=)    | 7,42%  |
|             | En blanc                                          |                                  | 40    | -        | 1,33%  |
|             | Nuls                                              |                                  | 23    | -        | 0,76%  |
| Total       | Total                                             | 3.014                            | 3.014 | 13       | 71,51% |

Regidors elegits
CiU: Josep M. Vallès Jové, Ramon Margalef Batista, Josep M. Cruset Domènech, Eudald Salvat Mestre, José V. Mir Arner i Verònica Torres Ferrant.
ERC: Lluís Aragonès Delgado de Torres, Francesc X. Làzaro Alhambra i Santi Llurba Fortuny.
PSC: Luci Martínez Medina, Miquel Herrero lglesia i Ventura Gili Serret.
PP: Marc Junivart Molons.
Batlle elegit: Josep M. Vallès Jové.

## 2007
| Candidatura | Candidatura                                       | Cap de llista            | Vots  | Regidors | % vots |
| ----------- | ------------------------------------------------- | ------------------------ | ----- | -------- | ------ |
|             | Convergència i Unió                               | Josep M. Cruset Domènech | 1.823 | 8 (2)    | 56,99% |
|             | Esquerra Republicana de Catalunya-Acord Municipal | Salvador Mestre Gispert  | 690   | 3 (=)    | 21,57% |
|             | Partit dels Socialistes de Catalunya-PSOE-PMC     | Ventura Gili Serret      | 444   | 2 (1)    | 13,88% |
|             | Partit Popular                                    | Marc Junivart Molons     | 193   | - (1)    | 6,03%  |
|             | En blanc                                          |                          | 49    | -        | 1,51%  |
|             | Nuls                                              |                          | 45    | -        | 1,39%  |
| Total       | Total                                             | 3.150                    | 3.150 | 13       | 70,34% |

Regidors elegits
CiU: Josep M. Cruset Domènech, José V. Mir Arner, Roser Fortuny Fontgivell, Eudald Salvat Mestre, Verònica Torres Ferrant, Miquel Domènech Fusté, Isabel Novillo Buenaventura i Francesc X. Bonet Ortiz.
ERC: Salvador Mestre Gispert, Francesc X. Làzaro Alhambra i Santi Llurba Fortuny.
PSC: Ventura Gili Serret i Luci Martínez Medina. El setembre de 2010 Marcel·lí Garriga Masdeu substitueix Luci Martínez.
Batlle elegit: Josep M. Cruset Domènech.

## 2011
| Candidatura | Candidatura                                       | Cap de llista                   | Vots  | Regidors | % vots |
| ----------- | ------------------------------------------------- | ------------------------------- | ----- | -------- | ------ |
|             | Convergència i Unió                               | Josep M. Cruset Domènech        | 2.280 | 11 (3)   | 72,73% |
|             | Esquerra Republicana de Catalunya-Acord Municipal | Francesc Xavier Làzaro Alhambra | 375   | 1 (2)    | 11,96% |
|             | Partit dels Socialistes de Catalunya-PMC          | Marcel·lí Garriga Masdéu        | 268   | 1 (1)    | 8,55%  |
|             | Partit Popular                                    | Marc Junivart Molons            | 142   | - (=)    | 4,53%  |
|             | En blanc                                          |                                 | 70    | -        | 2,19%  |
|             | Nuls                                              |                                 | 59    | -        | 1,85%  |
| Total       | Total                                             | 3.194                           | 3.194 | 13       | 68,82% |

Regidors elegits
CiU: Josep M. Cruset Domènech, José V. Mir Arner, Verònica Torres Ferrant, Margarida Borràs Martorell, Francesc X. Bonet Ortiz, Miquel Domènech Fusté, Mireia Massó Ametller, Carles Garcia Jardí, Eudald Salvat Mestre i Eugenia Montalvo Marín.
ERC: Francesc X. Làzaro Alhambra.
PSC: Marcel·lí Garriga Masdeu.
Batlle elegit: Josep M. Cruset Domènech.

## 2015
| Candidatura | Candidatura                                       | Cap de llista            | Vots  | Regidors | % vots |
| ----------- | ------------------------------------------------- | ------------------------ | ----- | -------- | ------ |
|             | Convergència i Unió                               | Josep M. Cruset Domènech | 2.054 | 9 (2)    | 64,09% |
|             | Candidatura d'Unitat Popular-Poble Actiu          | Pere Campíñez Salas      | 590   | 2 (2)    | 18,41% |
|             | Esquerra Republicana de Catalunya-Acord Municipal | Jordi Ortiz Boria        | 411   | 2 (1)    | 12,82% |
|             | Partit Popular                                    | Oriol Vidal Heredia      | 102   | - (=)    | 3,18%  |
|             | En blanc                                          |                          | 48    | -        | 1,48%  |
|             | Nuls                                              |                          | 37    | -        | 1,14%  |
| Total       | Total                                             | 3.242                    | 3.242 | 13       | 68,50% |

Regidors elegits
CiU: Josep M. Cruset Domènech, Xavier Gallego Seuba, Verònica Torres Ferrant, Maria Cros Torrents, Jordi Domingo Ferré, Carles Garcia Jardí, Montse Corts Vilaltella, Sergi Pedret Llauradó i Mireia Massó Ametller. El desembre de 2018 Eugenia Montalvo Marín substitueix Josep M. Cruset Domènech.
CUP: Pere Campíñez Salas i Roser Torres Sanz.
ERC-Avancem: Jordi Ortiz Boria i Marcel·lí Garriga Masdeu.
Batlle elegit: Josep M. Cruset Domènech.
El primer de desembre de 2018 fou elegit batlle Sergi Pedret Llauradó després de la renúncia de Josep M. Cruset que havia estat nomenat president del Port de Tarragona.

## 2019
| Candidatura | Candidatura                                                 | Cap de llista               | Vots  | Regidors | % vots |
| ----------- | ----------------------------------------------------------- | --------------------------- | ----- | -------- | ------ |
|             | Junts per Riudoms                                           | Sergi Pedret Llauradó       | 1.628 | 7 (2)    | 49,59% |
|             | Esquerra Republicana de Catalunya-Acord Municipal           | Ricard Gili Ferré           | 918   | 4 (2)    | 27,96% |
|             | Candidatura d'Unitat Popular-Alternativa Municipalista      | Enric Jódar Ciurana         | 398   | 1 (1)    | 12,12% |
|             | Partit dels Socialistes de Catalunya-Candidatura de Progrés | Jose Manuel Hernández Pérez | 281   | 1 (1)    | 8,56%  |
|             | En blanc                                                    |                             | 58    | -        | 1,77%  |
|             | Nuls                                                        |                             | 56    | -        | 1,68%  |
| Total       | Total                                                       | 3.339                       | 3.339 | 13       | 70,74% |

Regidors elegits
Junts per Riudoms: Sergi Pedret Llauradó, Núria Mas Folch (substituïda per Francesc Mestre Pellicé el 21 de juliol de 2022), Inmaculada Beatriz Parra Hipólito, Judit Albesa Fontgivell, Jordi Domingo Ferré, Josep M. Bages Virgili i Verònica Torres Ferrant.
ERC: Ricard Gili Ferré, Carme Cros Garrido, Maria Teresa Basora Gallisà i Arnau Salvat López.
CUP: Enric Jódar Ciurana (substituït per Marta Bigas Ventura el 17 de novembre de 2022).
PSC: Jose Manuel Hernández Pérez.
Batlle elegit: Sergi Pedret Llauradó.

## 2023
| Candidatura | Candidatura                                                 | Cap de llista         | Vots  | Regidors | % vots |
| ----------- | ----------------------------------------------------------- | --------------------- | ----- | -------- | ------ |
|             | Esquerra Republicana de Catalunya-Acord Municipal           | Ricard Gili Ferré     | 1.386 | 7 (3)    | 45,84% |
|             | Junts per Riudoms-Compromís Municipal                       | Sergi Pedret Llauradó | 1.279 | 6 (1)    | 42,30% |
|             | Partit dels Socialistes de Catalunya-Candidatura de Progrés | Carmen Colado Muñoz   | 155   | - (1)    | 5,12%  |
|             | Partit Popular                                              | Eudald Ferraté Garcia | 146   | -        | 4,82%  |
|             | En blanc                                                    |                       | 57    | -        | 1,88%  |
|             | Nuls                                                        |                       | 95    | -        | 3,04%  |
| Total       | Total                                                       | 3.318                 | 3.318 | 13       | 62,72% |

Regidors elegits

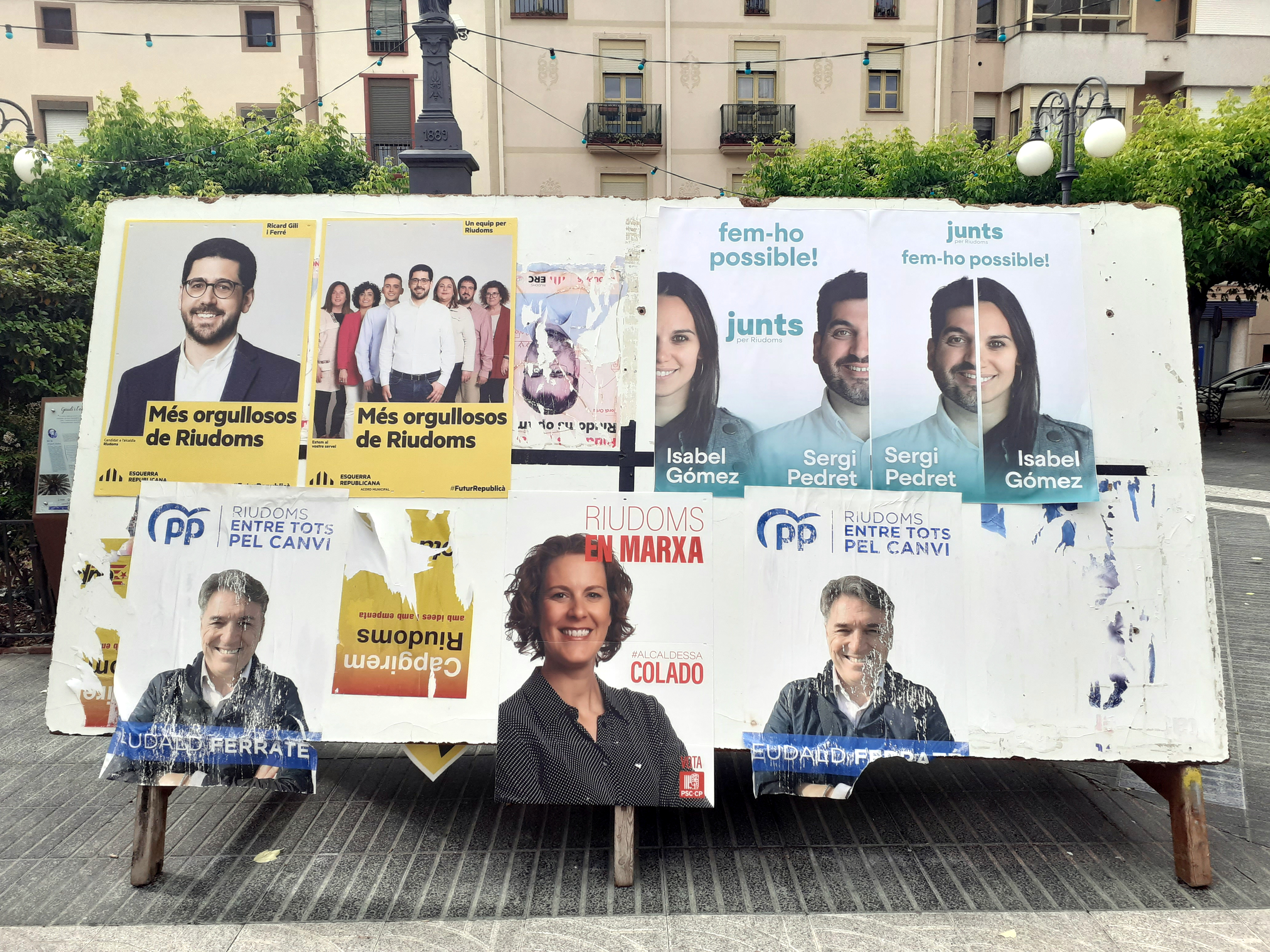
Cartells de la campanya electoral de 2023

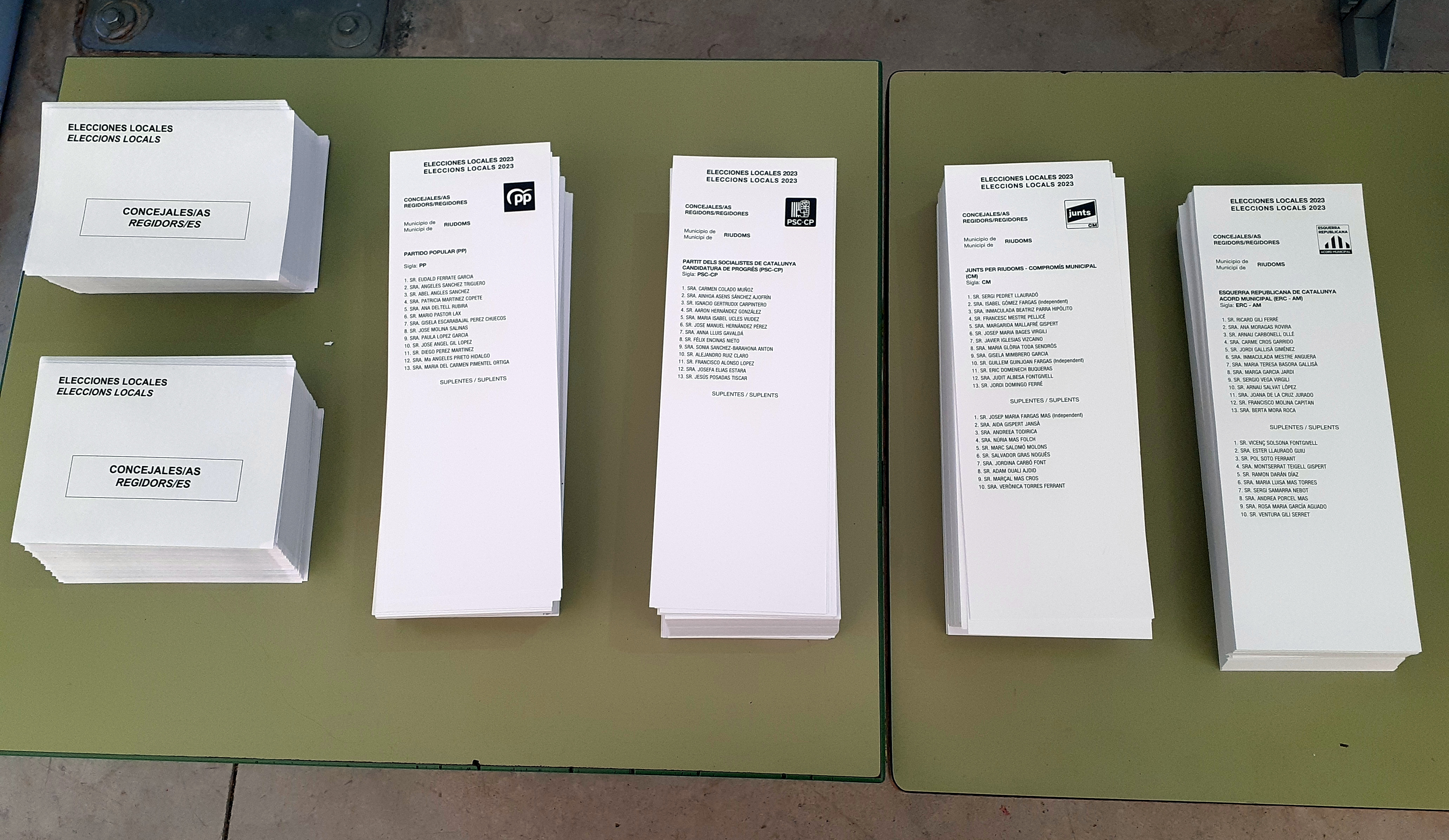
Paperetes de votació de 2023

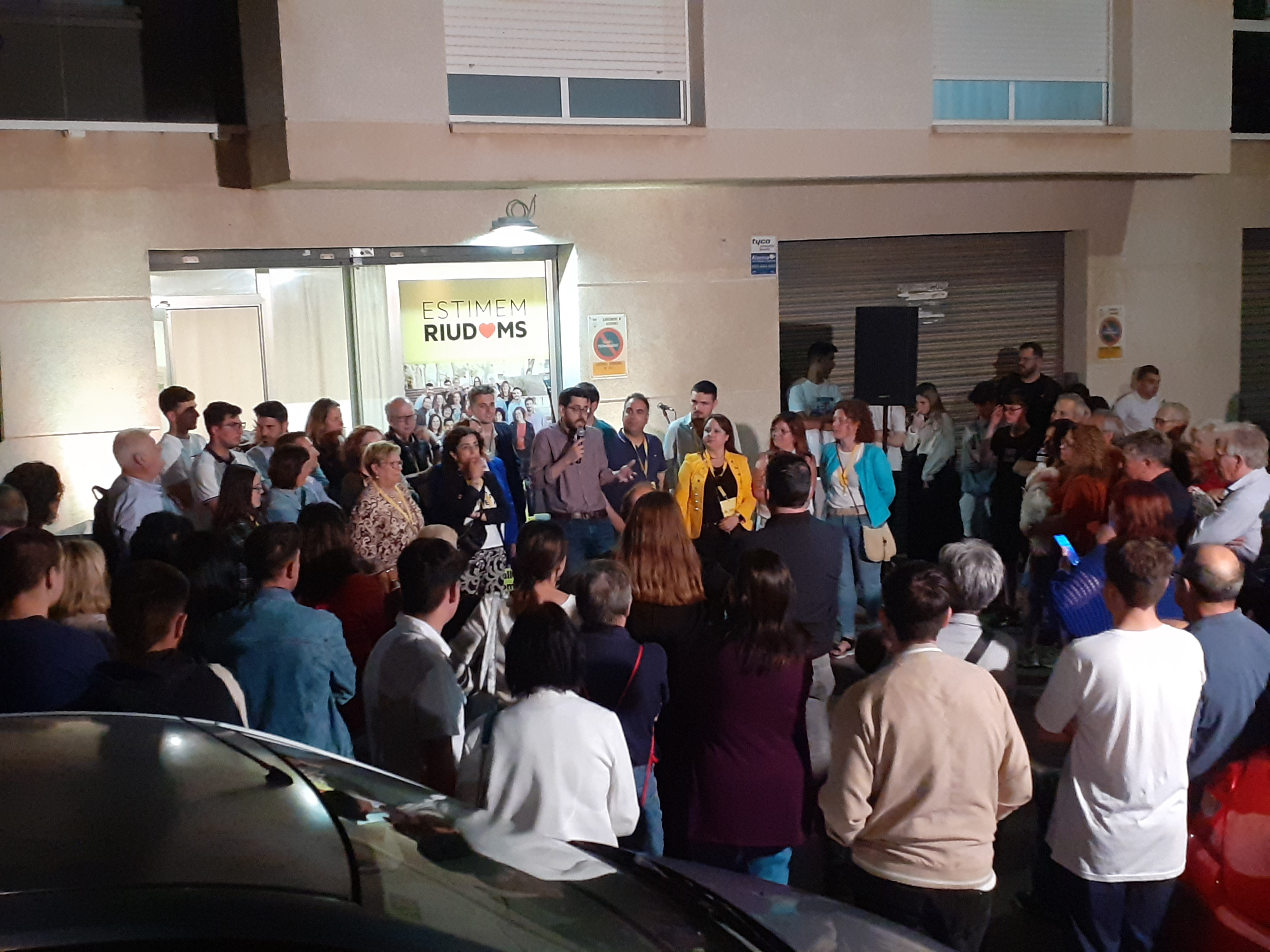
Celebració davant del local de campanya d'ERC de Riudoms després d'haver guanyat les eleccions municipals de 2023

ERC: Ricard Gili Ferré, Anna Moragas Rovira, Arnau Carbonell Ollé, Carme Cros Garrido, Jordi Gallisà Giménez, Inmaculada Meste Anguera i Maria Teresa Basora Gallisà.
Junts per Riudoms: Sergi Pedret Llauradó, Isabel Gómez Fargas (substituïda per Javi Iglesias Vizcaino el 23 d'octubre de 2023), Inmaculada Beatriz Parra Hipólito, Francesc Mestre Pellicé, Margarida Mallafré Gispert i Josep Maria Bages Virgili (substituït per Gisela Mimbrero Garcia el març de 2024).
Batlle elegit: Ricard Gili Ferré.